# 千里ニュータウンFM放送
千里ニュータウンFM放送株式会社（せんりニュータウンエフエムほうそう）は、大阪府豊中市に本社が、吹田市に送信所がある千里ニュータウン地域のコミュニティFM放送局である。愛称は「FM千里」。

## 概要
大阪市北区の芸能事務所MC企画が運営しており、同社の新人養成部門「CHK 中央放送研究会」とも連動して、所属アナウンサーおよび新人が自社制作番組に多数出演している。
自社制作番組以外の時間は、ミュージックバードの番組を放送。開局年の11月24日、関西のコミュニティ放送では初となるJリーグ実況生中継として、J1リーグ「ガンバ大阪 VS ヴィッセル神戸」生中継を実施。
かつては毎日放送千里丘放送センター跡地の住宅地「ミリカ・ヒルズ」にサテライトスタジオ「ミリカラジオステーション」を設けていたが、その後撤退し（時期不明）、2019年3月に共用スペースに改修された。

## 沿革
- 2006年（平成18年）12月5日 - 総務省近畿総合通信局から予備免許を受け、翌2007年4月1日に本放送を開始。なお豊中市では1992年の「千里30年まつり」に、イベント放送局「せんりエフエム」（76.5MHz 10W）が設置されていたことがある。
- 2008年（平成20年）10月4日 - SimulRadioに参加、インターネットでの放送を開始。
- 2010年（平成22年）4月1日 - 千里ライフサイエンスセンタービルに本社を移転。同日同ビル2階に設置されたサテライトスタジオからの生放送を開始。
- 2019年（平成31年）4月1日 - ネット配信をJCBAインターネットサイマルラジオに変更。

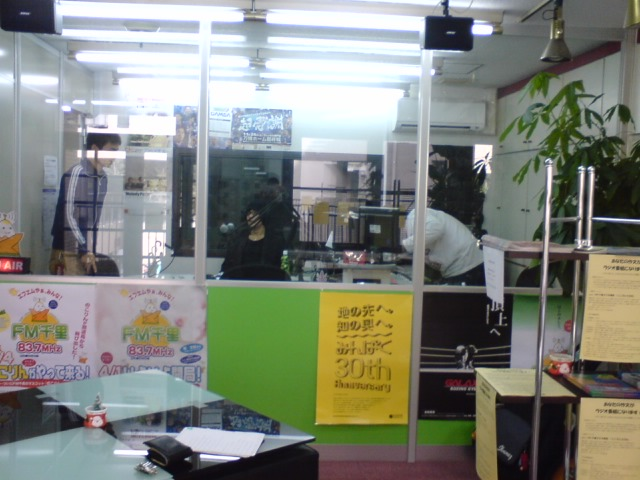
元本社内にある公開スタジオ。奥にもうひとつ収録用のスタジオがある。

## 放送局概要
- 主な受信可能地域 - 豊中市、吹田市、箕面市、茨木市

### 主な制作番組
★印は、サテライトスタジオから生放送
- 『Music cafe』selection by 右見正人（月 - 金 7:00 - 10:00）
- ★ごきげん千里837（やぁ、みんな）（月 - 木 10:00 - 12:00）
- ★SENRI・STREET（月 - 木 13:00 - 14:00）
- 午後のTALK TIME（月 - 木 14:00 - 15:00）
- ★情報ステーション（月 - 木 16:00 - 17:00）
- FM千里+（プラス）（月 - 木 18:00 - 20:00）
- ★デポルトナビゲーション（金 10:00 - 12:00）
- TALKING TRACKS（金 12:00 - 12:05）
- ファイナンシャルプランナー茂中瑛子のシンプル家計術（金 12:00 - 12:05）
- Lunch Time Music（金 12:15 - 13:00）
- ★山田ひろしのまんぷくラヂオ（金 13:00 - 15:00）
- ★寺谷 一紀の千里の道は世界へ通ず（金 15:00 - 16:00）
- ★関口まいのOn My Radio（金 16:30 - 17:00）
- ★キントレ（金 17:00 - 18:00）
- カタリストラジオシアター（金 18:00 - 18:15）
- TKギター・うーてぺの金曜パラダイス（金 18:15 - 18:30）
- TOYONO moda brasil（金 18:30 - 19:00）
- おそうじ楽やん!（土 9:15 - 9:30）
- メソン・ド・SATへようこそ!!（土 9:30 - 9:55）
- 朗読だより（土 9:55 - 10:00）
- ★ばんちゃんのコレラジオ キクキク（土 10:00 - 12:00）
- ♪あつ子と楽しむクラシック♪（土 13:00 - 13:30）
- なにわ友あれPart2（土 13:30 - 14:00）
- ★沖縄へいこう（土 14:00 - 14:30）
- ★蕭 秀華（しょうしゅうか）のちょっといいcinemaにのせて（土  16:00 - 17:00）
- 東哲平のMONO MUSIC QUEST（土 16:00 - 17:00）
- どよめく化け者（土 17:30 - 18:00）
- カタリスト倶楽部劇場『えぶりばでぃ寄席』（土 18:00 - 18:30）
- ANDES MODE HEART MUSIC（第1・3週土曜 20:00 - 20:30）

### インフォメーション
- ニュース

金曜のみ「FM SENRI NEWS by yomiuri」というサウンドロゴと共にBGMがスタートし、パーソナリティまたは担当アナウンサーによって読まれる。その他の曜日のニュースはBGMはない。
- 天気情報

すべての曜日で「weather information」というサウンドロゴと共にBGMがスタートし、パーソナリティまたは担当アナウンサーによって読まれる。
- 交通情報

現在FM千里では交通情報は行っていない。
- イベントインフォメーション

「FM SENRI EVENT INFORMATION」というサウンドロゴで始まり、パーソナリティーによって豊中・吹田市内のイベント情報が伝えられる。

### 終了した主な番組
- COUNTDOWN RADIO SHOW（2007年7月 - 2011年3月）

FM千里独自の音楽ランキングをカウントダウン形式で紹介する番組。DJは東哲平（BLUE SPLASH所属）。
番組冒頭で聴取者のラジオネームを読み上げる出席簿が存在し、番組演出にも力を入れていた。また、ゲストも中ノ森BANDや少年ナイフなどのメジャーな人気バンドから、FiveStonesやWitcherySKANKなど地元で人気のあるアーティストが出演した。2011年3月に終了。